# Comuna Andriivka, Krînîcikî
Andriivka (în ucraineană Андріївка) este o comună în raionul Krînîcikî, regiunea Dnipropetrovsk, Ucraina, formată din satele Andriivka (reședința), Blahoslovenna, Katerînivka, Kovalivka, Novojîtlivka și Poleana.

## Demografie
Componența lingvistică a satului Andriivka
     Ucraineană (95,31%)
     Rusă (3,97%)
     Alte limbi (0,39%)
Conform recensământului din 2001, majoritatea populației satului Andriivka era vorbitoare de ucraineană (95,31%), existând în minoritate și vorbitori de rusă (3,97%).